# Otto Leodolter
Otto Leodolter född 18 mars 1936 i Mariazell i Steiermark, död 16 december 2020, var en österrikisk tidigare backhoppare som deltog i 3 olympiska vinterspel. Otto Leodolter var den första österrikare att vinna en internationell medalj i nordisk skidsport.

## Karriär
Otto Leodelters idrottskarriär startade 1955. Han deltog i olympiska vinterspelen 1956  i Cortina d'Ampezzo, Italien. I K72-backen Trampolina Italia kom Leodolter på en delad 33:e plats. Bättre gick det i OS 1960 i Squaw Valley, Kalifornien, USA. I Olympic Ski Jumping Hill (K-punkt 80 meter) startade Leodolter bra. Han låg på en sjätteplats efter första omgången. I andra omgången hade han det näst bästa hoppet och vann därmed bronsmedaljen 7,8 poäng efter guldvinnaren Helmut Recknagel från Tyskland och 3,2 poäng efter Niilo Halonen från Finland.
I olympiska vinterspelen 1964 i Innsbruck, Tyrolen, Österrike, tävlades det för första gången i OS-sammanhang i två hoppbackar, i normalbacke och i stor backe. Leodolter deltog i båda tävlingarna. Tävlingen i normalbacken (K-punkt 78 meter, i Seefeld in Tirol) vanns av Veikko Kankkonen från Finland vann tävlinge. Leodolter kom på en delad 28:e plats. I stora backen (Bergiselschanze i Innsbruck med K-punkt 81 meter) vann norrmannen Toralf Engan. Leodolter blev nummer 17.
I tysk-österrikiska backhopparveckan säsongen 1960/1961 startade Leodolter med delad tredjeplats i deltävlingen i Schattenbergschanze i Oberstdorf och en fjärdeplats i Große Olympiaschanze i Garmisch-Partenkirchen. Han tog en ny tredjeplats i Innsbruck och avslutade med att bli nummer två i Paul-Ausserleitner-Schanze i Bischofshofen. Totalt blev han nummer två i backhopparveckan 7,7 poäng efter Helmut Recknagel från DDR. Säsongen innan (1959/1960) blev han nummer 3 i backhopparveckan.
Leopolder deltog också i Skid VM 1958 i Lahtis. Han blev nummer 12, 20,5 poäng efter segraren, hemmafavoriten Juhani Kärkinen och 9,4 poäng från prispallen. Ensio Hyytiä säkrade dubbelseger för Finland och Helmut Recknagel tog bronset.
Otto Leodolter avslutade sin backhoppningskarriär 1964.

## Utmärkelser
- 1996 mottog Leopolder hederstecknet Goldene Verdienstzeichen der Republik Österreich